# 蒙泰拉勒
蒙泰拉勒（法語：Montayral，法語發音：[mɔ̃teʁal]）是法国洛特-加龙省的一个市镇，属于洛特河畔新城区。

## 地理
蒙泰拉勒（44°28'46"N, 0°59'14"E）面积24.54 平方千米，位于法国新阿基坦大区洛特-加龍省，该省份为法国西南部内陆省份，北起多爾多涅省，西接吉倫特省和朗德省，南至热尔省，东临塔恩-加龙省和洛特省。
与蒙泰拉勒接壤的市镇（或旧市镇、城区）包括：菲梅勒、莫鲁、索蒂拉克、布尔朗、圣维特、泰扎克、圣乔治。

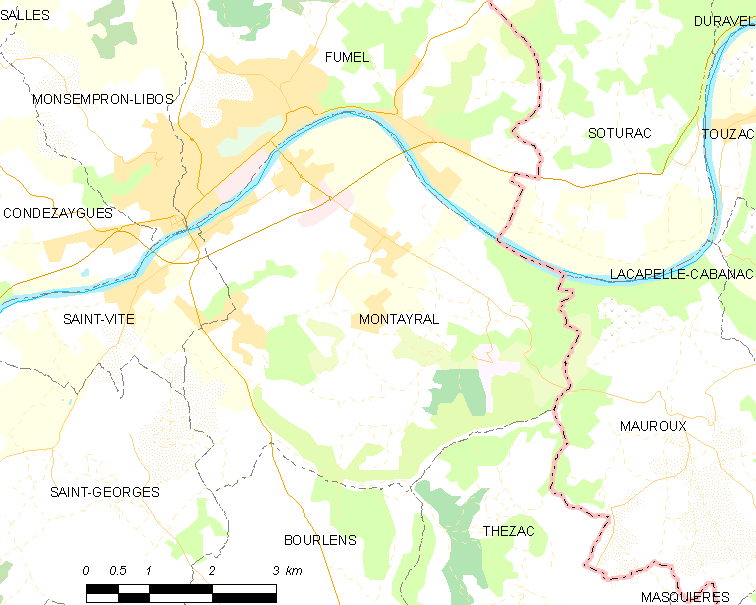
蒙泰拉勒的OSM定位图

蒙泰拉勒的时区为UTC+01:00、UTC+02:00（夏令时）。

## 行政
蒙泰拉勒的邮政编码为47500，INSEE市镇编码为47185。

## 政治
蒙泰拉勒所属的省级选区为勒菲梅卢瓦县。

## 人口

1962-2008年间蒙泰拉勒人口变化图示

蒙泰拉勒于2022年1月1日时的人口数量为2667人。